# Antonín Kraft
Antonín Kraft, niem. Anton Kraft (ur. 30 grudnia 1749 w Rokycanach, zm. 28 sierpnia 1820 w Wiedniu) – czeski kompozytor i wiolonczelista.

## Życiorys
Muzyki uczył się początkowo od swojego ojca, następnie wyjechał do Pragi, gdzie został uczniem Františka Josefa Wernera, organisty w kościele krzyżowców. Studiował prawo i filozofię na Uniwersytecie Praskim. Od 1778 do 1790 roku przebywał na dworze księcia Miklósa Józsefa Esterházy’ego w Wiedniu, gdzie pełnił funkcję pierwszego wiolonczelisty. Poznał tam też Josepha Haydna, u którego około 1780 roku pobierał lekcje muzyki. W latach 1790–1796 był wiolonczelistą na dworze księcia Grassalkovicha de Gyarak w Bratysławie. Od 1796 roku ponownie przebywał w Wiedniu, jako wiolonczelista na dworze księcia Josefa von Lobkowitza. Często koncertował publicznie, także razem z synem Mikulášem. Od 1820 roku uczył gry na wiolonczeli w szkole wiedeńskiego Gesellschaft der Musikfreunde.
Około 1789 roku spotkał w Dreźnie Wolfganga Amadeusa Mozarta, z którym zagrał w kwartecie. Był pierwszym wykonawcą zadedykowanego mu Koncertu potrójnego C-Dur op. 56 Ludwiga van Beethovena oraz Koncertu wiolonczelowego D-dur (Hob. VIIb/2) Josepha Haydna, którego autorstwo do połowy XX wieku błędnie mu przypisywano.
Skomponował m.in. Koncert wiolonczelowy C-dur, 6 sonat wiolonczelowych i 3 grands duos concertantes na skrzypce i wiolonczelę.